# Osmia niveocincta
Osmia niveocincta là một loài Hymenoptera trong họ Megachilidae. Loài này được Pérez mô tả khoa học năm 1879.